# Viviana Chávez
Viviana Chávez (ur. 28 maja 1987 w San Juan) – argentyńska lekkoatletka specjalizująca się w biegach długodystansowych. Olimpijka.
Chávez w sierpniu 2016 wystartowała w olimpijskim maratonie – podczas biegu w Rio de Janeiro uzyskała czas 3:03:23, zajmując 125. pozycję.
Rekord życiowy: maraton – 2:38:27 (10 kwietnia 2016, Rotterdam).

## Osiągnięcia
| Rok  | Impreza              | Miejsce        | Konkurencja | Pozycja      | Wynik   |
| ---- | -------------------- | -------------- | ----------- | ------------ | ------- |
| 2016 | Igrzyska olimpijskie | Rio de Janeiro | maraton     | 125. miejsce | 3:03:23 |